# Ul
Ul is een plaats (freguesia) in de Portugese gemeente Oliveira de Azeméis en telt 2832 inwoners (2001).